# Wolfgang von Trips
Wolfgang Alexander Albert Eduard Maximilian Reichsgraf Berghe von Trips (4. května 1928, Kolín nad Rýnem – 10. září 1961) byl německý automobilový závodník působící převážně v šampionátu Formule 1. Byl synem šlechtického rodu z Porýní.

## Kariéra

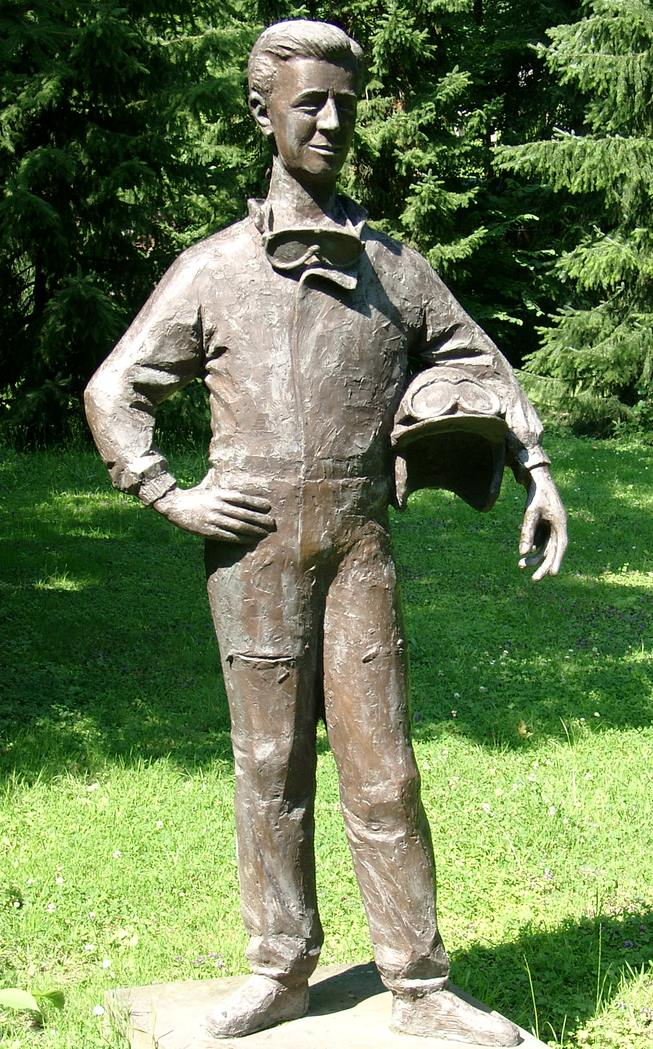
Socha Wolfganga von Tripse v Kerpenu, Německu.

Von Trips se narodil v německém Kolíně nad Rýnem. Ve své kariéře trpěl cukrovkou a během závodů měl vždy svačinu s vysokým obsahem cukru, aby kompenzoval svou nízkou hladinu cukru v krvi.
Zúčastnil se 29 závodů Grand Prix mistrovství světa Formule 1, debutoval 2. září 1956. Vyhrál dva závody, zajistil si jedno pole position, dosáhl šesti pódií a získal celkem 56 mistrovských bodů.
Při testovací jízdě na Nürburgringu v květnu 1957 ztratil kontrolu nad vozem a skončil mimo trať, utrpěl otřes mozku. Jeho Ferrari bylo zničeno. Byl to jediný téže značky, který byl zařazena do třídy vozů Gran Turismo o objemu více než 1600 cm³. Von Trips byl vyřazen z Velké ceny královského automobilového klubu v Silverstone v červenci 1958, kdy jeho Ferrari přijelo do boxů v 60. kole bez oleje. Následujícího srpna se konal pátý závod Formule 1 v Portu, Velká ceně Portugalska 1958, kterou vyhrál Stirling Moss ve Vanwallu. Von Trips dokončil 49 kol a v cíli zaostal o kolo. Moss měl více než pět minut náskok před Mikem Hawthornem, který ve Ferrari skončil druhý.
V červenci 1960 von Trips zvítězil v závodě Formule 2 ve Ferrari s nově zavedeným motorem vzadu. Závod se konal ve Stuttgartu a byl nazýván Grand Prix Solitude Formula Two. Jednalo se o závod na 20 kol s průměrnou rychlostí 164,49 km/h přes 229 km. V květnu 1961 vyhrál závod Targa Florio, 10 kol dlouhých 721 kilometrů (448 mi). Von Trips dosáhl na svém Ferrari průměrné rychlosti 103,42 km/h a spolujezdcem byl Olivier Gendebien z Belgie. Von Trips a Phil Hill si vyměnili vedení v belgickém Spa-Francorchamps během Velké ceny Belgie v červnu 1961. Na závod se přišlo podívat 100 000 lidí.
V závěru závodu obsadila Ferrari první čtyři místa a von Trips skončil druhý. Pohár jezdců mistrovství světa Formule 1 v této chvíli vedl Hill s 19 body, následoval von Trips s 18.
V roce 1961 von Trips založil závodní motokárovou dráhu v německém Kerpenu. Trať později pronajal Rolf Schumacher, jehož synové, Michael a Ralf, tam absolvovali první kola.

## Smrt
V roce 1961 při Velké ceně Itálie, vedl šampionát a o 8 bodů za ním byl jeho nejbližší soupeř a týmový kolega Phil Hill. Do konce sezóny zbývaly 2 závody.
Von Trips zajel na trati v Monze o 0,1 sekundy rychlejší čas než druhý Ricardo Rodríguez a tím získal cenou pole position, zatím co Phil Hill se kvalifikoval až 4.
Silnou stránkou Ferrari byla jízda na vysokých otáčkách, kvůli které dokázali vyvinou vyšší rychlost, avšak za cenu pomalého startu. To zapříčinilo, že se von Trips propadl z 1. na 5. místo za Jima Clarka. Von Trips a Clark spolu soupeřili o pozici až do druhého kola, kdy se při nájezdu do klopené zatáčky Clarkovo přední kolo dotklo zadního kola von Tripsova vozu, což způsobilo že Ferrari se roztočilo mimo trať do plotu za kterým stáli diváci a von Trips vyletěl z vozu a dopadl na trať. Při dopadu si zlomil krk a jeho auto zabilo 15 diváků.
Clark popsal nehodu slovy: „Von Trips a já jsme závodili po rovince a blížili jsme se k jedné z nakloněných zatáček, té na jižním konci. Byli jsme asi 100 metrů od začátku klopenky. Von Trips jel blízko vnitřku trati. Pozorně jsem ho sledoval, držím se poblíž zvnějšku. V jednom okamžiku Von Trips uhnul do strany, takže moje přední kola narazila do jeho zadních kol. To byl osudný okamžik. Von Tripsovo auto se dvakrát roztočilo a vjelo do zábradlí podél vnitřku trati. Pak se to odrazilo, narazilo do mého vlastního auta a odrazilo se to dolů do davu.“
Filmové záběry z havárie, která se objevila po závodě, ukázaly, že Clarkova paměť incidentu byla nepřesná: po srážce s Clarkem auto von Trips jelo přímo po náspu na vnější straně trati a narazilo do plotu, za kterým stáli diváci v těsné blízkosti.